# Jean Cabannes
Jean Cabannes (Marsella; 12 de agosto de 1885 - Saint-Cyr-sur-Mer; 31 de octubre de 1959) fue un físico francés que se especializó en óptica.

## Biografía
Tras completar sus estudios en el liceo de Niza, ingresó en la Escuela Normal Superior de París en 1906, el mismo año que Georges Bruhat, habilitándose como agregado de física en 1911.
De 1910 a 1914, Jean Cabannes fue preparador en la Facultad de Ciencias de la Universidad de Marsella y se unió al laboratorio de Charles Fabry, donde preparó su tesis doctoral sobre la difusión de la luz a través de las moléculas atmosféricas. Durante la Primera Guerra Mundial es asignado con Émile Borel en Champagne a la sección de localización de las baterías de artillería enemigas mediante el análisis del sonido de sus disparos, según el sistema inventado por Pierre Weiss y Aimé Cotton. En 1919, regresó a Marsella para completar su tesis, presentada en 1921.
Fue nombrado en 1920 profesor de física en la Facultad de Ciencias de la Universidad de Montpellier, siendo galardonado con el título de profesor sin cátedra en 1924 y nombrado catedrático de física el 25 de octubre de 1925. Obtuvo el puesto de profesor de física perteneciente a la cátedra de Charles Fabry de la Facultad de Ciencias de la Universidad de París en 1937. Recibió el título de profesor sin cátedra en 1938, sucediendo al profesor Aimé Cotton como profesor de física general y director del laboratorio de investigación física. Así mismo, sucedió como decano a Paul Montel entre 1946 y 1949, y fue elegido miembro de la Academia de Ciencias de Francia en 1949.
Se casó en 1921 con la hija de Eugène Fabry (y también sobrina de Charles Fabry). Tuvo cuatro hijos, incluyendo, en particular al matemático Henri Cabannes.

## Realizaciones
De 1910 a 1914 Cabannes trabajó en el laboratorio de Charles Fabry en Marsella estudiando la forma en que las moléculas de gas difundían la luz, tema introducido por Lord Rayleigh a fines del siglo XIX.
En 1914 demostró que los gases puros podían dispersar luz. Esto fue publicado en Comptes Rendus en 1915. Su carrera fue luego interrumpida durante cinco años por la Primera Guerra Mundial. 
En 1919 Cabannes regresó al laboratorio de Fabry para completar su tesis, luego de lo cual se mudó a Montpellier y más tarde a París. En 1925, Jean Dufay y él calcularon la altura de la capa de ozono. En 1928, Pierre Daure, Yves Rocard, Cabannes y otros científicos descubrieron que los gases que difunden luz monocromática podían también cambiar con su longitud de onda, fenómeno denominado effecto Cabannes-Daure. 
Esto fue identificado independientemente por C. V. Raman y K. S. Krishnan en líqudos y por Gregory Landsberg y L. I. Mandelstam en cristales. Cabannes fue propuesto por Fabry como candidato para el Premio Nobel en Física de 1929, el cual fue finalmente otorgado a de Broglie.
El premio de 1930 fue otorgado a Raman, el cual, usando la mecánica cuántica, dio la explicación completa al fenómeno que ahora lleva su nombre.

## Reconocimientos
- Recibió el premio Félix Robin de Sociedad Francesa de Física en 1924; y en 1951 fue el primer ganador del Premio de los tres físicos, instituido por el ENS en honor a la memoria de Henri Abraham, Eugène Bloch y Georges Bruhat.[2]
- Comandante de la Legión de Honor[3] en 1952.
- En 1970 se decidió en su honor llamarle «Cabannes» a un cráter lunar ubicado en el lado oscuro de la Luna.[4]